# Lotzorai
Lotzorai – miejscowość i gmina we Włoszech, w regionie Sardynia, w prowincji Nuoro. Graniczy z Baunei, Girasole, Talana, Tortolì, Triei i Villagrande Strisaili.
Według danych na rok 2021 gminę zamieszkiwało 2100 osób, 124,50 os./km².